# Can Fité (la Riera, 108)
Can Fité és una casa noucentista de Mataró (Maresme) protegida com a bé cultural d'interès local.

## Descripció
Edifici en cantonada de planta baixa i dues plantes pis amb pati posterior. Balcons corbats de ferro a les obertures del primer pis i finestres amb rajola vidriada a la segona planta. En la composició de les obertures es combina la utilització de l'arc pla, l'arc escarser i l'arc carpanell.

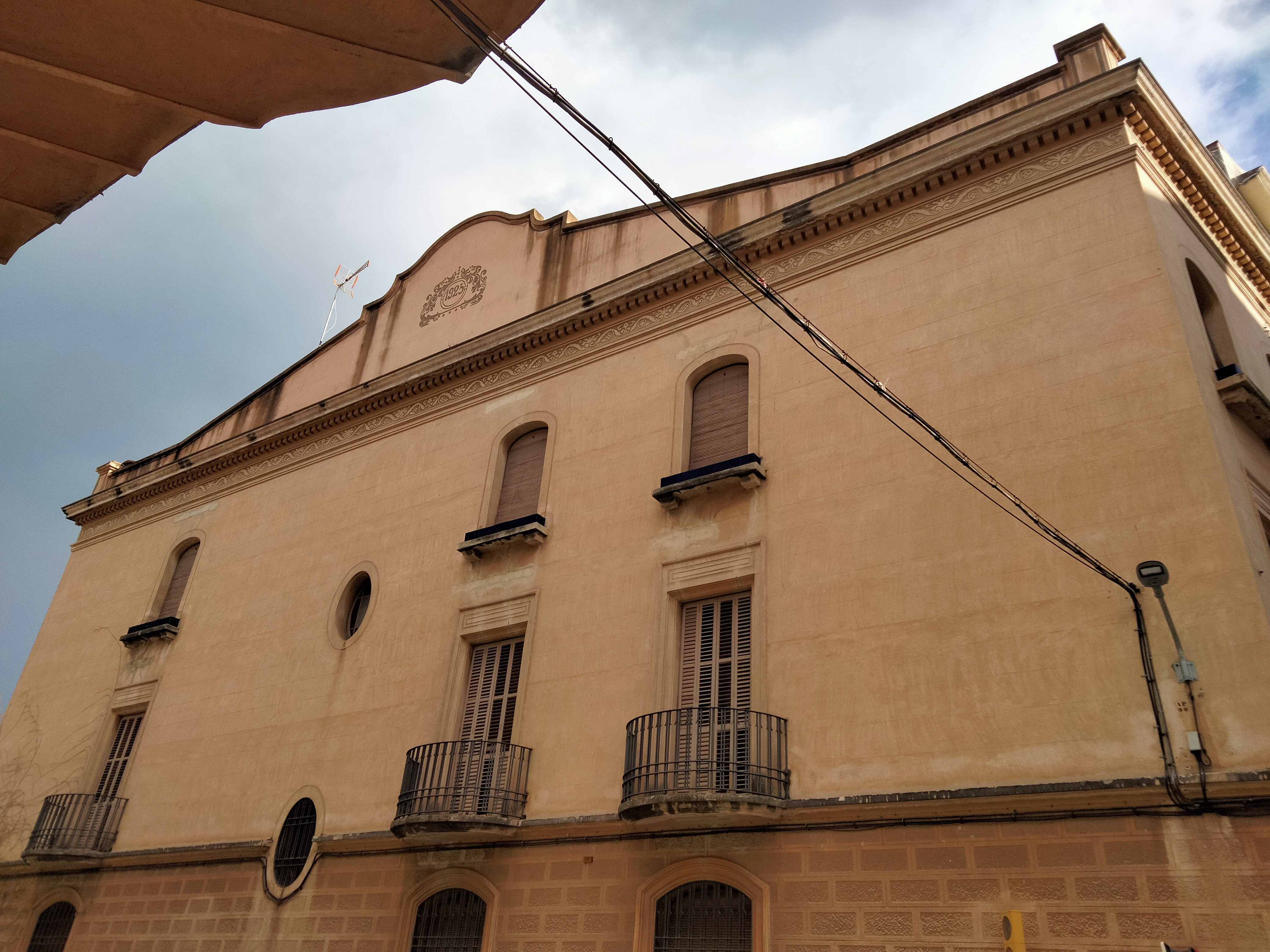
Façana de la muralla dels Genovesos

L'edifici acaba amb una cornisa amb dentellons i un acroteri corbat a la part superior on figura la data de la construcció. La façana presenta un tractament estucat picat a carreu en planta baixa i lliscat a les plantes superiors.